# Brian Fair
Brian Fair (Boston, 30 maggio 1975) è un cantante statunitense, membro della band thrash metal Shadows Fall.

## Biografia
La prima band di Fair, gli Overcast, appare sulla scena musicale di Worcester nel 1991. Mentre Fair era alla voce, Scott McCooe and Pete Cortese erano alle chitarre, Mike D'Antonio al basso e Jay Fitzgerald alla batteria. Il primo 7" degli Overcast, "Bleed Into One", pubblicato nel 1992 dalla Exchange Records. Il primo full-length della band, Expectational Dilution, fu pubblicato del 1994 ed è considerato un'opera originale ed innovativa, in quanto molti affermano che gli Overcast sono i pionieri della scena metalcore. Il loro ultimo album, "Fight Ambition To Kill" uscì nel 1997; fu seguito da un tour internazionale insieme agli Shai Hulud e ai Disembodied. Gli Overcast si sciolsero nel novembre del 1998.
Lo scioglimento vide i membri degli Overcast scegliere strande diverse, compreso il bassista Mike D'Antonio, passato nei Killswitch Engage. Fair  fu ingaggiato dagli Shadows Fall, che si erano separati dal cantante Philip Labonte e offrirono a Fair il ruolo pochi istanti dopo l'ultima esibizione degli Overcast. Il primo full-length di Fair con gli Shadows Fall, "Of One Blood", fu pubblicato il 4 aprile del 2000 dalla Century Media Records.
Il 3 gennaio 2003, fu formato un progetto Space rock, i Transient. Questa volta Fair, prendendo una pausa dalla voce, suonava la chitarra e la batteria. Fair si riunì con Scott McCooe, vecchio membro degli Overcast, questa volta al basso. I Transient pubblicarono una demo di tre canzoni, le cui tracce furono registrate da Pete Rutcho dei Blistered Earth.
Gli Shadows Fall continuarono ad essere la maggiore priorità di Fair, e la band pubblicò parecchi altri album. Il 29 aprile 2006 gli Overcast si riunirono per suonare al "New England Metal and Hardcore Festival". In seguito la band annunciò che del materiale d'archivio registrato nuovamente e due nuove tracce, prodotte del produttore metal e chitarrista dei Killswitch Engage Adam Dutkiewicz, sarebbero stati pubblicati come album, "Reborn To Kill Again".
L'ultimo album degli Shadows Fall, "Threads Of Life" fu pubblicato il 3 aprile 2007 dalla Atlantic Records e dalla Roadrunner International. Fair ha collaborato con Necro, un musicista underground e produttore Hip Hop, nel suo album intitolato "Death Rap". Fair appare nella quinta traccia, "Suffocated To Death by God's Shadow" con Mark Morton dei Lamb of God, Mike Smith dei Suffocation e Steve DiGiorgio dei Sadus e ex Death.
È vegetariano e ha collaborato con l'organizzazione animalista PETA.

## Discografia

### Shadows Fall
- 2000 - Of One Blood
- 2001 - Deadworld (EP)
- 2002 - The Art of Balance
- 2002 - Fear Will Drag You Down
- 2004 - The War Within
- 2005 - Live in Japan
- 2006 - Fallout from the War
- 2007 - Threads of Life
- 2007 - Seeking The Way: The Greatest Hits
- 2008 - Forevermore (EP)
- 2009 - Retribution
- 2009 - Madness in Manila

### Overcast
- 1992 - Bleed Into One
- 1994 - Expectational Dilution
- 1995 - Stirring the Killer
- 1996 - Overcast/Arise Split
- 1996 - Begging For Indifference
- 1997 - Fight Ambition to Kill

### Transient
- 2003 - Demo 2003
- 2004 - Demo 2004